# カルロ・ナッシュ
カルロ・ジェームス・ナッシュ（Carlo James Nash, 1973年9月13日 - ）は、イングランド・ボルトン出身の元サッカー選手。現役時代のポジションはゴールキーパー。

## 経歴
1993年、イングランドアマチュアサッカーリーグのノーザンプレミアフットボールリーグディヴィジョン1・ノース所属、ロッセンデイル・ユナイテッドFCにてフットボールキャリアをスタートさせる。1995年に同リーグのクリズローFCへ移籍した。
そこでの活躍が認められ、1996年にクリスタル・パレスFCへ移籍し初のプロ契約を結んだ。その後はストックポート・カウンティFCに活躍の場を移し3年間在籍した後、2001年1月10日に当時フットボールリーグ・ディヴィジョン1に所属していたマンチェスター・シティFCへ移籍。プレミアリーグ昇格に貢献した。
2003年にはミドルズブラFCに移籍したが、マーク・シュワルツァーの前にわずか3試合の出場に留まったため2005年にプレストン・ノースエンドFCへ移籍。そこでは正GKの座を手に入れ、05-06シーズンにはクラブ記録となる24試合連続のクリーンシート（無失点記録）を樹立した。
しかし2006年になると自身のウェブサイトにて「プレストンの野心は自分とは異なる」と発言し、クラブ関係者およびファンの反感を買ってしまう。控えに降格となり、同時期にブライトン・アンド・ホーヴ・アルビオンFCからアイルランド代表GKウェイン・ヘンダーソンを獲得した事もあり、事実上第4GKに格下げされた。
プライドを傷つけられたナッシュは移籍を希望し、2007年にウィガン・アスレティックFCへレンタル移籍した。期間が終わりプレストンへ戻る事になったが、戦力外として自由契約になってしまう。そして再度ウィガンがフリーで獲得し正式契約を結んだ。ただしウィガンにはイングランド代表GKクリス・カークランドがいる為一度も出場の機会がなく、2008年3月4日にストーク・シティFCへローンで移籍した。
そして9月1日、ティム・ハワードの控えGKとしてエヴァートンFCへ完全移籍を果たした。少年時代のナッシュはエバートンの大ファンであり、オファーが届いた際「夢のようだ」と語っている。だがハワードの壁は厚く2年間の在籍でリーグ戦出場はゼロだった。2010年7月12日にストークへ復帰。
2013年7月、ノリッジ・シティFCへ移籍。

## 私生活
ナッシュは熱心な旅行写真家で、妻と共に旅行本出版社「Luxury Backpackers」（ラグジュアリー・バックパッカーズ）を設立。バックパッカーズの本は世界進出しベストセラーになった。

## 所属クラブ
- ロッセンデイル・ユナイテッドFC 1993-1995
- クリズローFC 1995-1996
- クリスタル・パレスFC 1996-1998
- ストックポート・カウンティFC 1998-2001.1

→  ウルヴァーハンプトン・ワンダラーズFC 2000-2001 (loan)
- マンチェスター・シティFC 2001.1-2003
- ミドルズブラFC 2003-2005
- プレストン・ノースエンドFC 2005-2007

→  ウィガン・アスレティックFC 2007(loan)
- ウィガン・アスレティックFC 2007-2008

→  ストーク・シティFC 2008 (loan)
- エヴァートンFC 2008-2010
- ストーク・シティFC 2010-2013
- ノリッジ・シティFC 2013-2014

## タイトル
マンチェスター・シティ
- フットボールリーグ・ディヴィジョン1 : 2001-02